# Меркавот ха-Эш
Меркаво́т ха-Э́ш (ивр. עוצבת מרכבות האש‎, также 263-я бригада) — резервная бронетанковая бригада в Армии обороны Израиля, входившая в дивизию «Гааш» Северного военного округа.

## История
Бригада была сформирована 5 июня 1983 года в рамках потребности в дополнительной бронетанковой бригаде в свете уроков Первой Ливанской войны, она была создана на базе танков Merkava Mark 1, поступивших на вооружение в этот период. Бригада была расформирована в 2014 году.